# Кеннет II
Кеннет II Братоубийца (гэльск. Cináed mac Maíl Choluim, англ. Kenneth II, умер в 995) — король Альбы (Шотландии) (971—995), сын короля Малькольма I.

## Биография
Кеннет II стал королём Шотландии в 971 году и сразу же отправился в поход против бриттов и разорил Стратклайд, возможно, мстя за гибель своего предшественника Кулена. Кроме этого, шотландцы во время его правления иногда нападали на Нортумбрию. В 973 году Кеннет со многими другими британскими королями явился в Честер, чтобы засвидетельствовать покорность Эдгару Английскому. Согласно легенде, эти короли гребли в лодке Эдгара, плывшей по реке Ди. Эдгар установил границу между Англией и Альбой, забрав себе Кумбрию. Однако Кеннет был ненадёжным союзником. Около 980 года он совершил три набега на Англию и разорил земли вплоть до Чешира.
В 970-х годах в Шотландии началась междоусобная война между Кеннетом и Амлафом. Война длилась несколько лет, пока Кеннет не убил соперника в 977 году.
В 995 году в Феттеркарне король был убит во время пира, сторонниками Константина III, после того, как попытался лишить его наследства и завещать престол своему сыну Малькольму II.